# Nicolas Jouin
Pour les articles homonymes, voir Jouin.
 (janvier 2019).
Si vous disposez d'ouvrages ou d'articles de référence ou si vous connaissez des sites web de qualité traitant du thème abordé ici, merci de compléter l'article en donnant les références utiles à sa vérifiabilité et en les liant à la section « Notes et références ».
Nicolas Jouin, né en 1684 à Chartres, France, et mort le 22 février 1757 à Paris, est un poète français satirique et janséniste.

## Biographie
On ne connaît presque rien de la vie de ce contemporain de Voltaire, on sait seulement que, après avoir exercé le commerce de la joaillerie, il s'établit banquier à Paris où il mourut. Il était lié avec l'abbé Grécourt, et pendant près de trente ans il publia des satires et des libelles contre les jésuites et contre les prélats qui voulaient que, dans leurs diocèses, les curés se conforment à la bulle Unigenitus.
La foule de petits pamphlets en vers et en prose que l'on doit à ce poète théologien, se fait remarquer par un ton plus que grivois, et en même temps par l'érudition décalée des notes explicatives. La médisance et la calomnie prennent dans sa prose un caractère sérieux, qui contraste avec le ton burlesque de ses vers. 
En 1729, l'archevêque de Paris, Vintimille, ayant suspendu de l'exercice de ses fonctions le curé de Sarcelles, du Ruel, qui avait refusé d'accepter la constitution Unigenitus, le parti janséniste prit fait et cause pour cet ecclésiastique. À cette occasion, Jouin composa, sous le nom de Sarcelles, des harangues en vers et en patois, qui étaient censées être adressées par les habitants du village de Sarcelles à de Vintimille. Le succès de ces harangues fit naître un genre littéraire, les Sarcellades à l'instar de Jean-Joseph Vadé et de ses histoires poissardes.